# Hagău, Cluj
Hagău (în maghiară Hágótanya) este un sat în comuna Cătina din județul Cluj, Transilvania, România.